# K1A 기관단총
K1A 기관단총은 대한민국 최초의 독자 개발 소화기이다. 기관단총인 M3 기관단총을 대체할 신형 기관단총으로 개발되었다. 소총탄인 2.23 레밍턴 (한국군 제식명칭 KM193, 미군 제식 명칭 M193)을 사용하기 때문에 단축형 돌격소총(카빈)으로 분류해야 한다는 의견도 있지만 대한민국 군에서의 개발 목적에 따라 엄연히 기관단총으로 분류한다. 대한민국에선 육군 수색대원, 포병, 장갑병, 부사관, 해병대, 청와대 경호처 등에 지급되는 기관단총으로 가볍고 휴대가 간편하다.

## 역사
국방과학연구소에서 K2 소총을 개발하던 중 육군 특수전사령부(특전사)에서 M3 기관단총을 대체할 신형 기관단총 개발을 요청하였다. 이 결과물로 1981년 K1 기관단총이 나왔으며, 반동이 심하고 화염이 강하다는 이유로 소염기를 개량한 K1A가 1982년부터 보급되었다.

## 설계
K1A는 M16 소총처럼 가스 튜브를 쓰는 가스 직동식으로 동작하지만, M16 소총과 달리 장전 손잡이가 노리쇠 뭉치에 직접 달려 있어 노리쇠 전진기가 필요없다. 탄피 배출 방식도 AK 시리즈처럼 고정된 차개로 탄피를 튕겨내는 방식이다. M16 소총과 유사한 회전 노리쇠 방식을 채용하고 있고, 발사모드 제어 방식도 M16 소총과 유사하다. 노리쇠 뭉치 및 노리쇠는 M16과 매우 유사하나 교환하여 사용할 수는 없다. 좁은 차량에서는 짧은 길이 덕분에 다루기가 수월하다. 굵은 철사로 만들어진 인입식 개머리판은 M3 그리스건의 개머리판과 유사한데, 연발사격시 지지력이 부족하다는 지적이 있다. 하지만, 충분한 힘으로 견착할 경우 집탄성에 문제가 발생하지 않는다는 주장도 있다. 이 기관단총으로 사격대회에 출전한 특공연대 대대병력의 사격 성공률이 일반 사단의 M16의 사격 성공률을 능가한 경우도 있다.
12인치 당 1회전의 강선을 가지고 있는 관계로 KM193탄 전용이고 NATO의 신형 표준탄인 5.56 × 45 mm NATO (FN SS109, 한국군 제식명칭 K100, 미군 제식 명칭 M855)에는 적절하지 않다.
초기형인 K1의 단점을 보완한 K1A가 현재 일선에 배치된 총기이다. 기존의 K1들은 K1A로 개조되었다. K1A는 K1의 나팔형 소염기를 개량한 총구앙등억제 소염기를 채택하였다. 이에 따라 화염은 1/3정도로 감소하였고 소음 및 반동도 감소하였다. 개량된 소염기는 우상방으로 3개의 구멍이 있어 총구의 앙등을 억제한다. 또한 3점사 기구도 도입되었고, 야간 사격시 조준이 편리하도록 개량되었다.
초기형의 경우 결합부가 튼튼하지 않아 사격 중에 몸통이 분해되면서 노리쇠가 사수의 얼굴로 튀어오르는 일이 있었다. 이러한 사고를 방지하기 위해 힌지에 풀림방지 고리가 추가되었다.

## K1A와 K2 비교
보통 K1A 기관단총을 K2 소총의 길이를 줄인 것으로 생각하지만, 다음과 같은 점들 때문에 K2 소총의 길이를 줄인 것이 아니다.
- K1A가 K2보다 먼저 제식 채용되었다. 아무래도 총기 이름부터 K1A가 먼저이다.
- K1A와 K2는 작동원리가 다르다. K1A는 가스 직동식, K2는 가스 피스톤 방식이다.
- 작동원리가 다르기 때문에 아랫몸통을 제외하고는 주요 부품이 호환되지 않는다.
- K1A와 K2는 사용탄이 다르다. K1은 12인치에 1회전 강선을 가지고 있어 .223 레밍턴 (한국군 제식명칭 KM193)을 사용하는 반면, K2는 7.3인치에 1회전 강선을 가지고 있어 5.56 × 45 mm NATO(FN SS109, 한국군 제식명칭 K100)가 적합하다. K1에 K100탄 사용은 가능하나, 정확도가 매우 떨어질 수 있다. (12인치에 1회전 강선을 가진 M16A1에 M855/SS109탄을 사용했을 때, 탄자의 불충분한 회전 때문에 정확도가 매우 떨어졌다. )

따라서 사용탄과 작동 원리가 같고, 주요 부품이 호환되는 M4 카빈과 M16A2 소총간의 관계와는 상당히 다르다.
다만 K1A 기관단총도 2010년대부터 KM193탄이 아닌 K100탄을 사용해도 정확도에 영향이 없는 신형 총열로 교체하고 있다.

## 변형
MAX 1, AR-110C는 미국으로 수출된 민간용 반자동 모델이다. 의외로 외국에서 수출이 되면서 K1A1으로 부르는 사례도 있다.

## 사용 국가
- 대한민국 : 제식 기관단총으로 육군 수색대원, 포병, 장갑병, 부사관, 해병대, 청와대 경호처, 통신병 등에 지급된다. 다만 통신병의 경우 보직에 따라 K-2 소총을 지급받기도 한다.
- 인도네시아: 해군 특수부대가 쓰고 있다.
- 세네갈: 군이 일부 사용 중이다.
- 칠레: 해병대 특수부대가 쓰고 있다.

## 사진

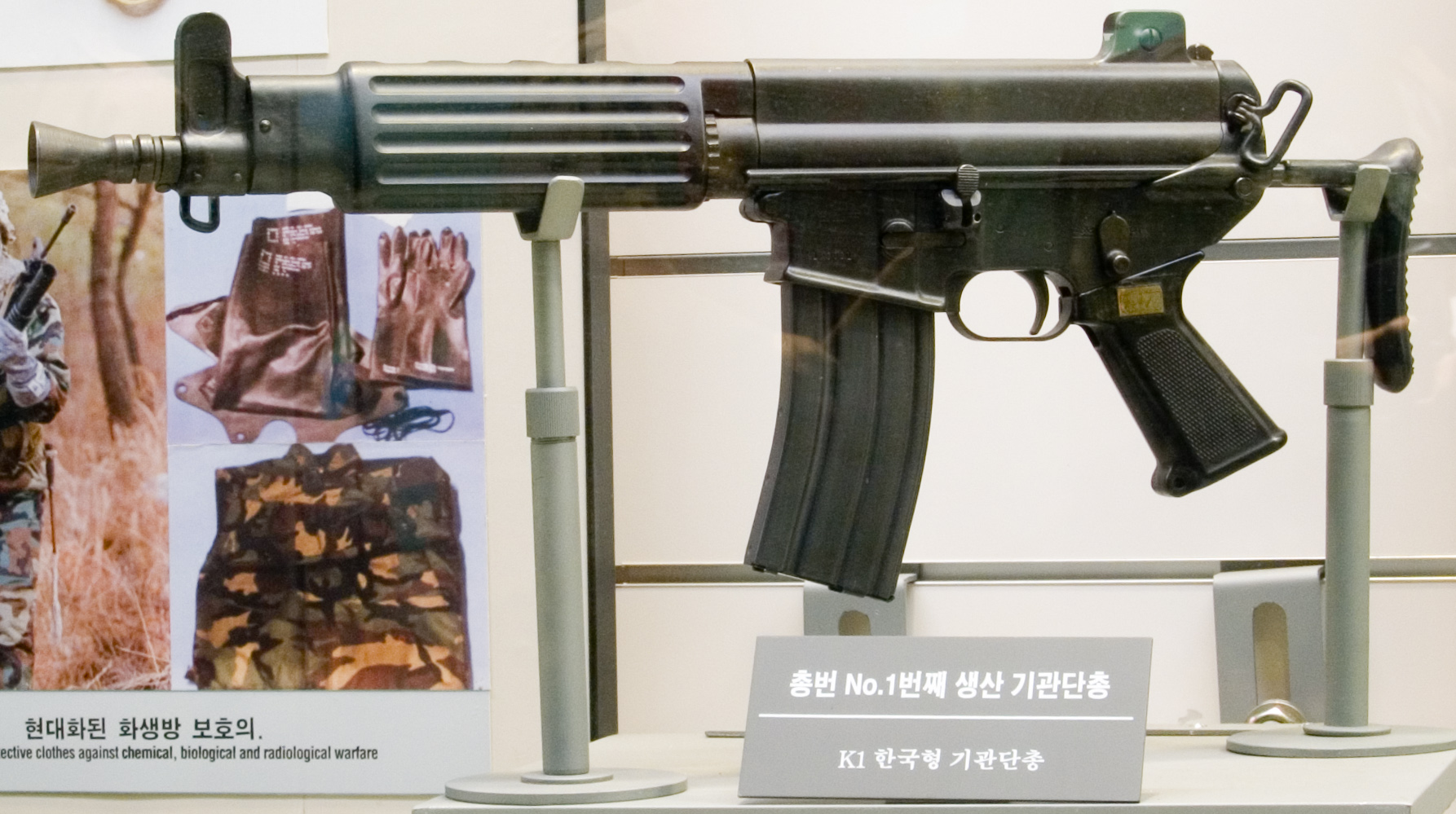
총번 No.1번째 생산 K1. 나팔형 소염기를 가지고 있다.
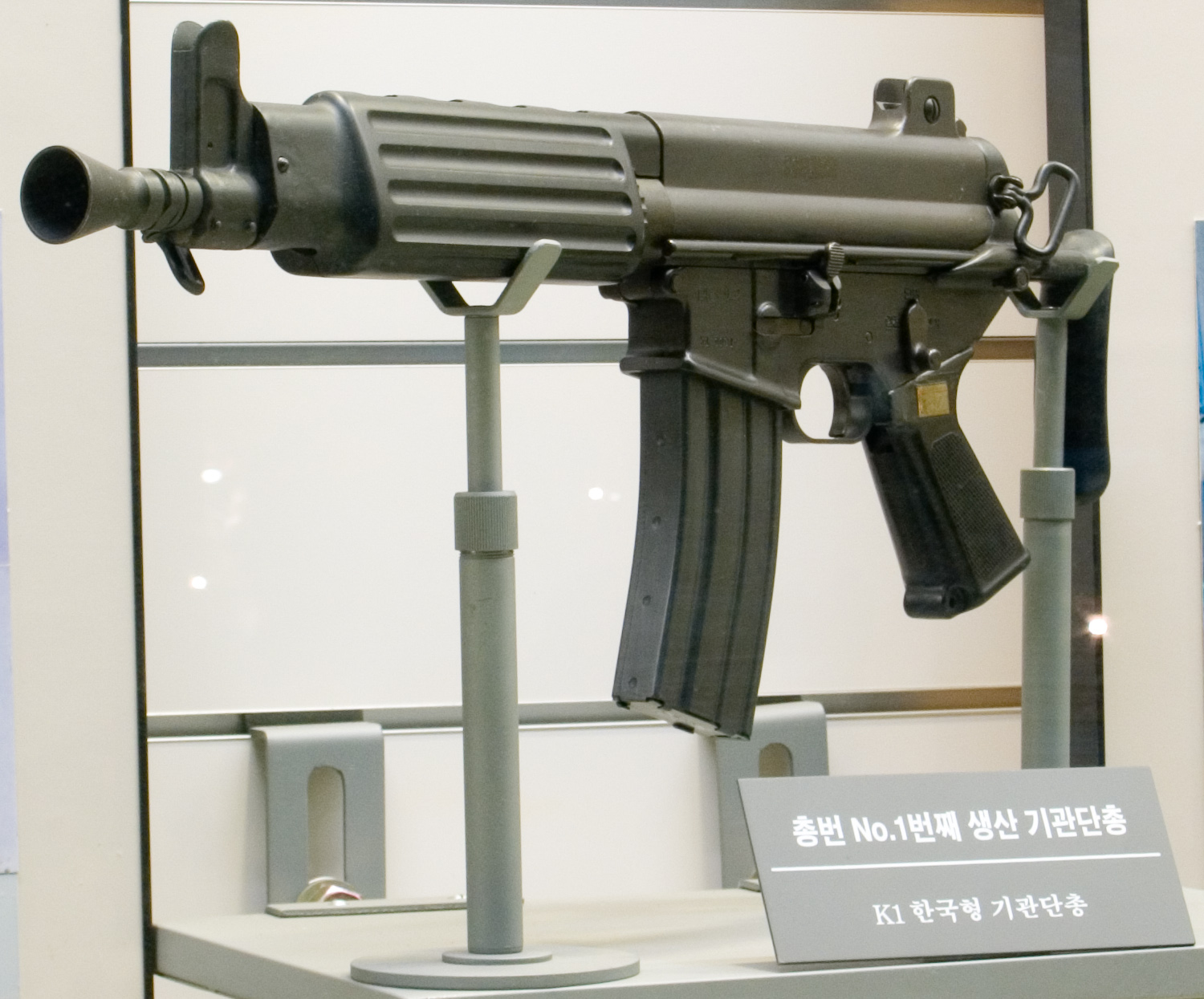
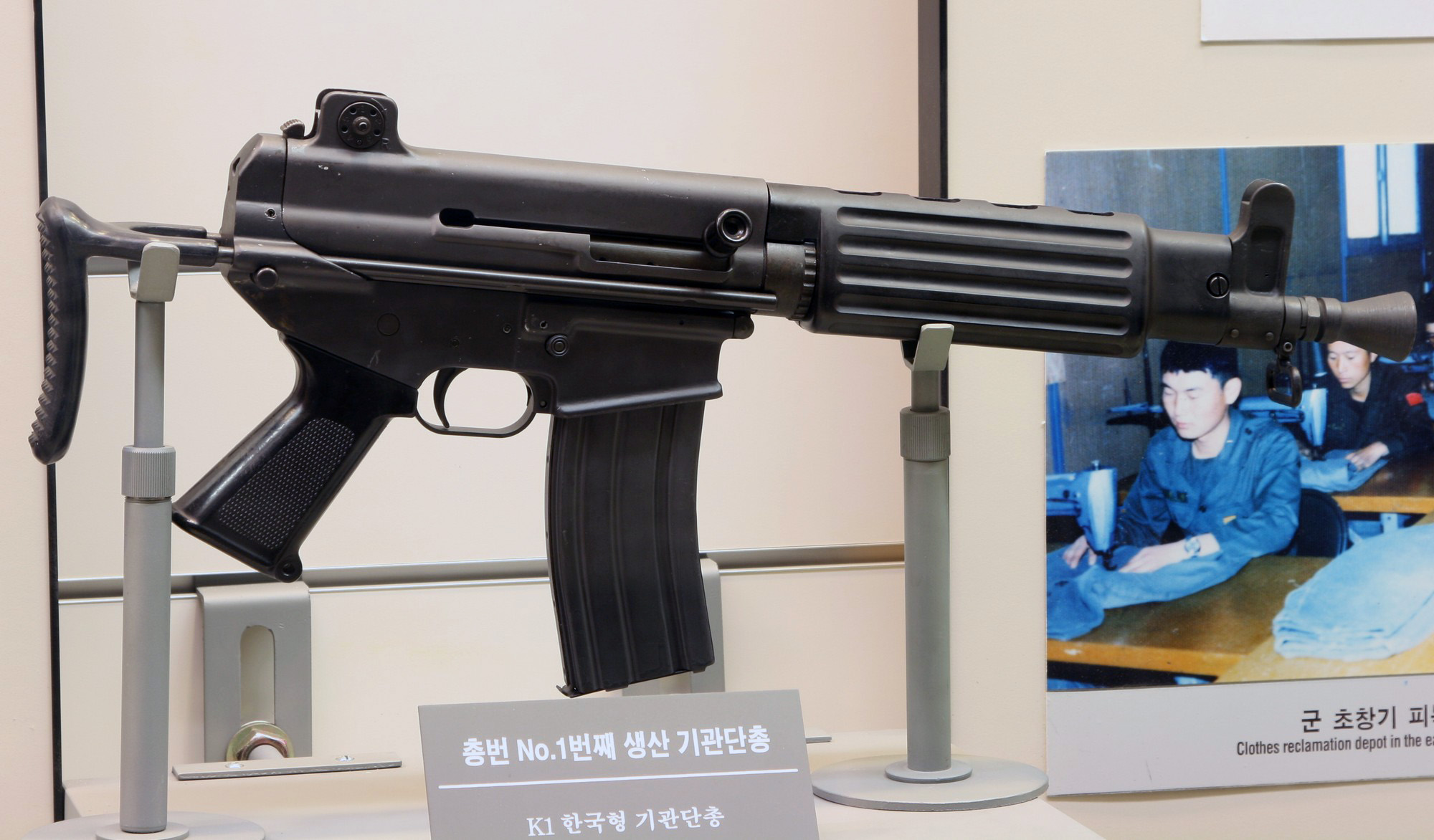
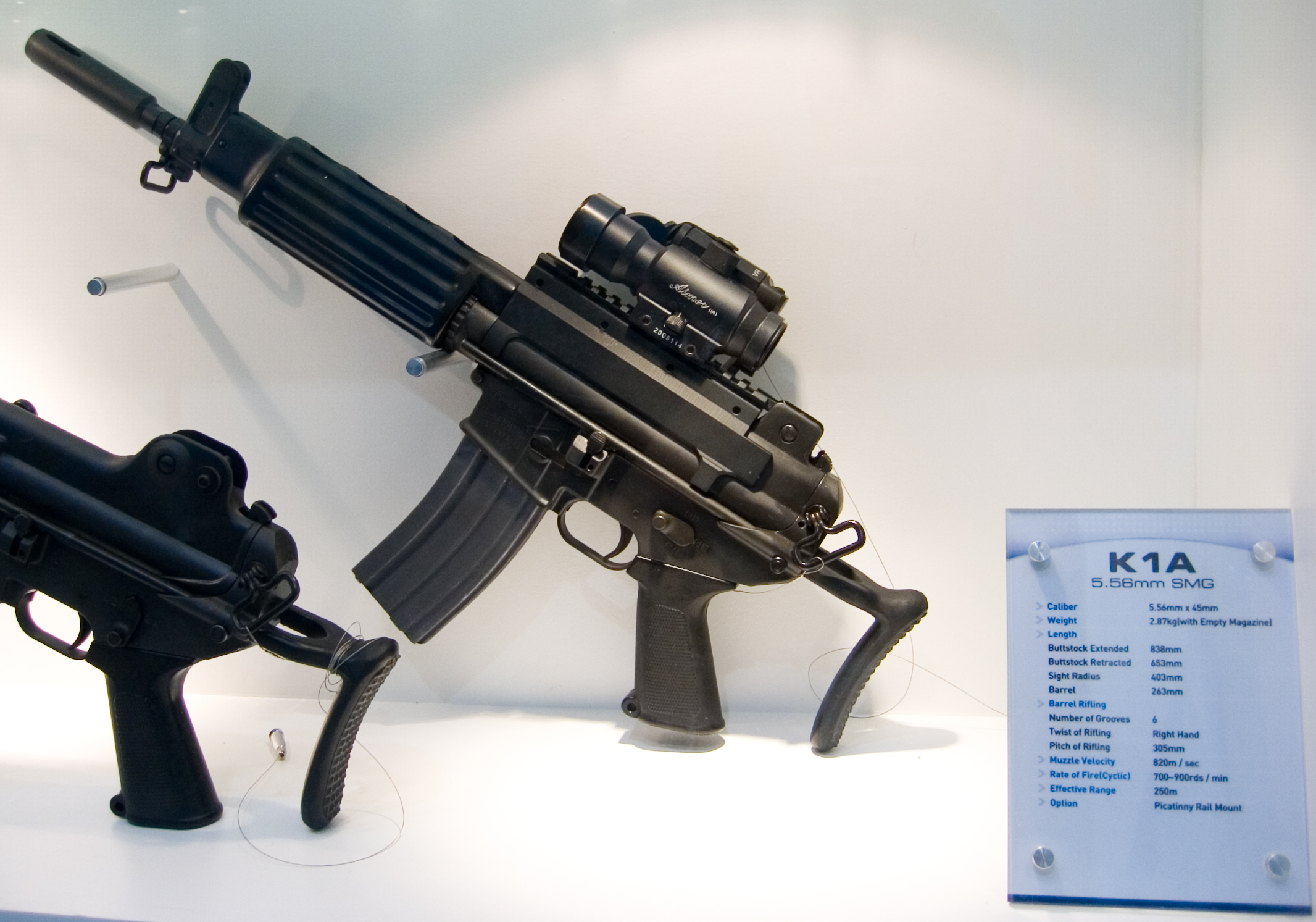
피카티니 레일 마운트가 장착된 K1A
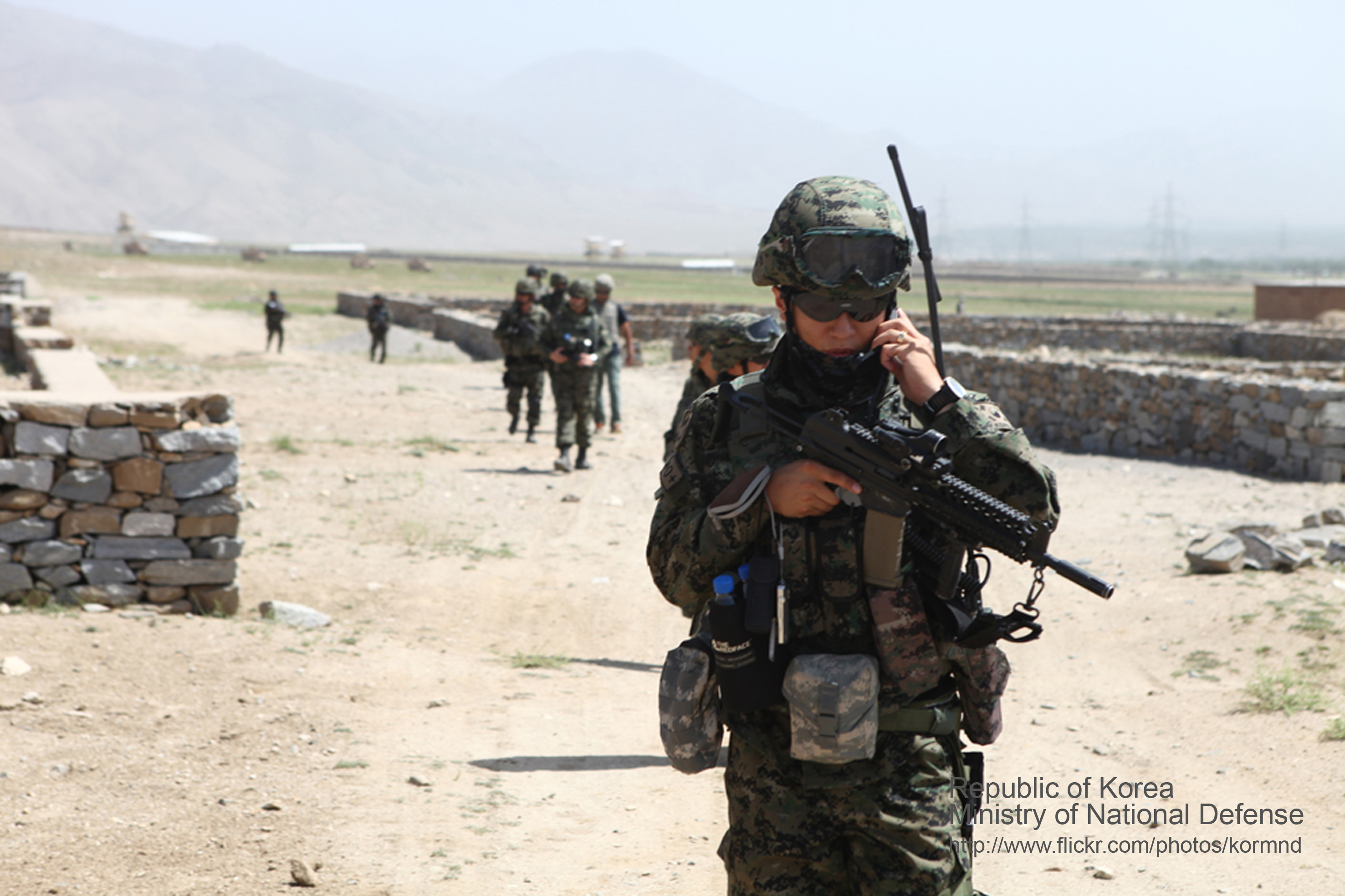
아프가니스탄 오쉬노 부대
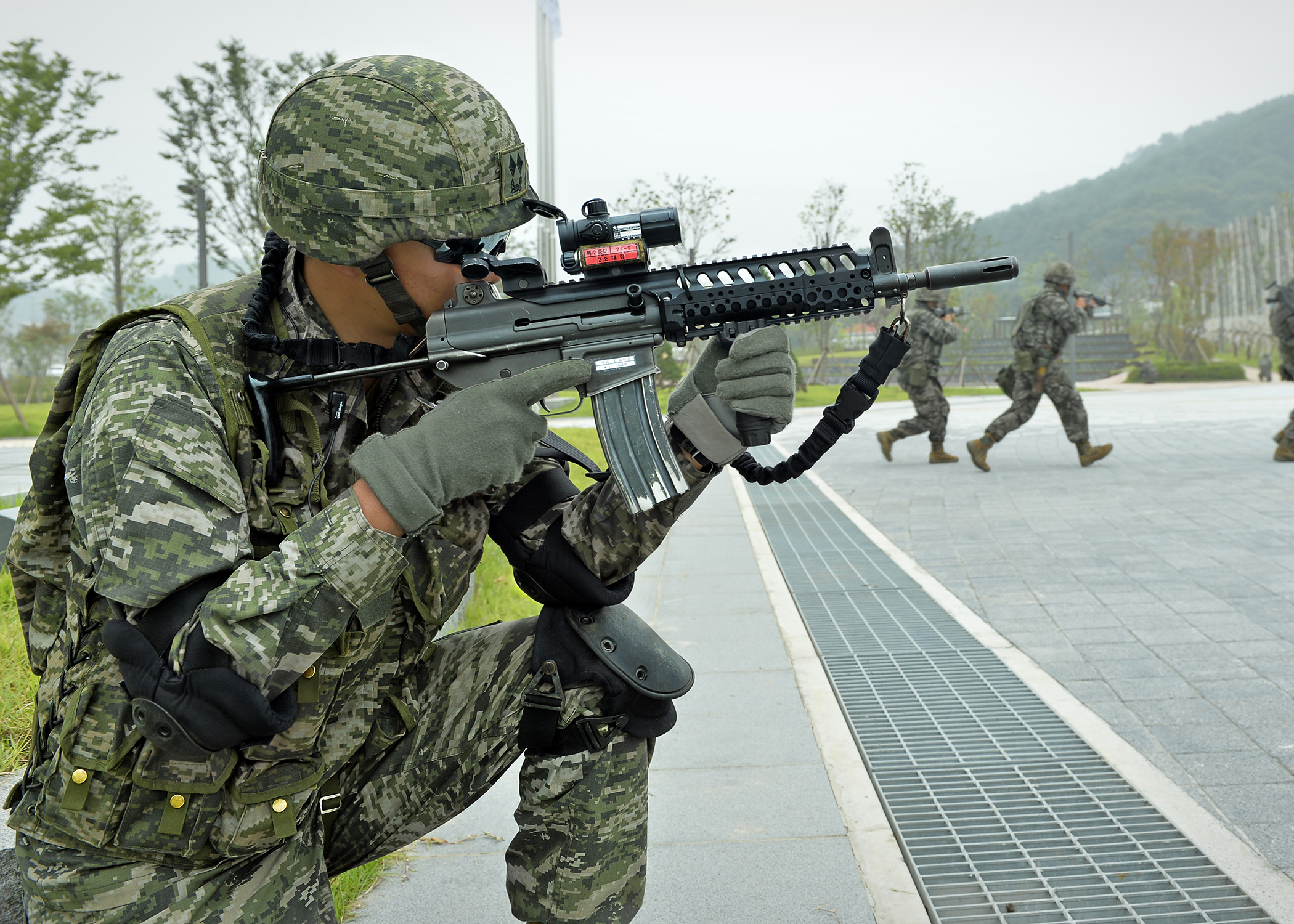
해병대 제2사단. 인천 아시안게임 대비 시범식 대테러 훈련
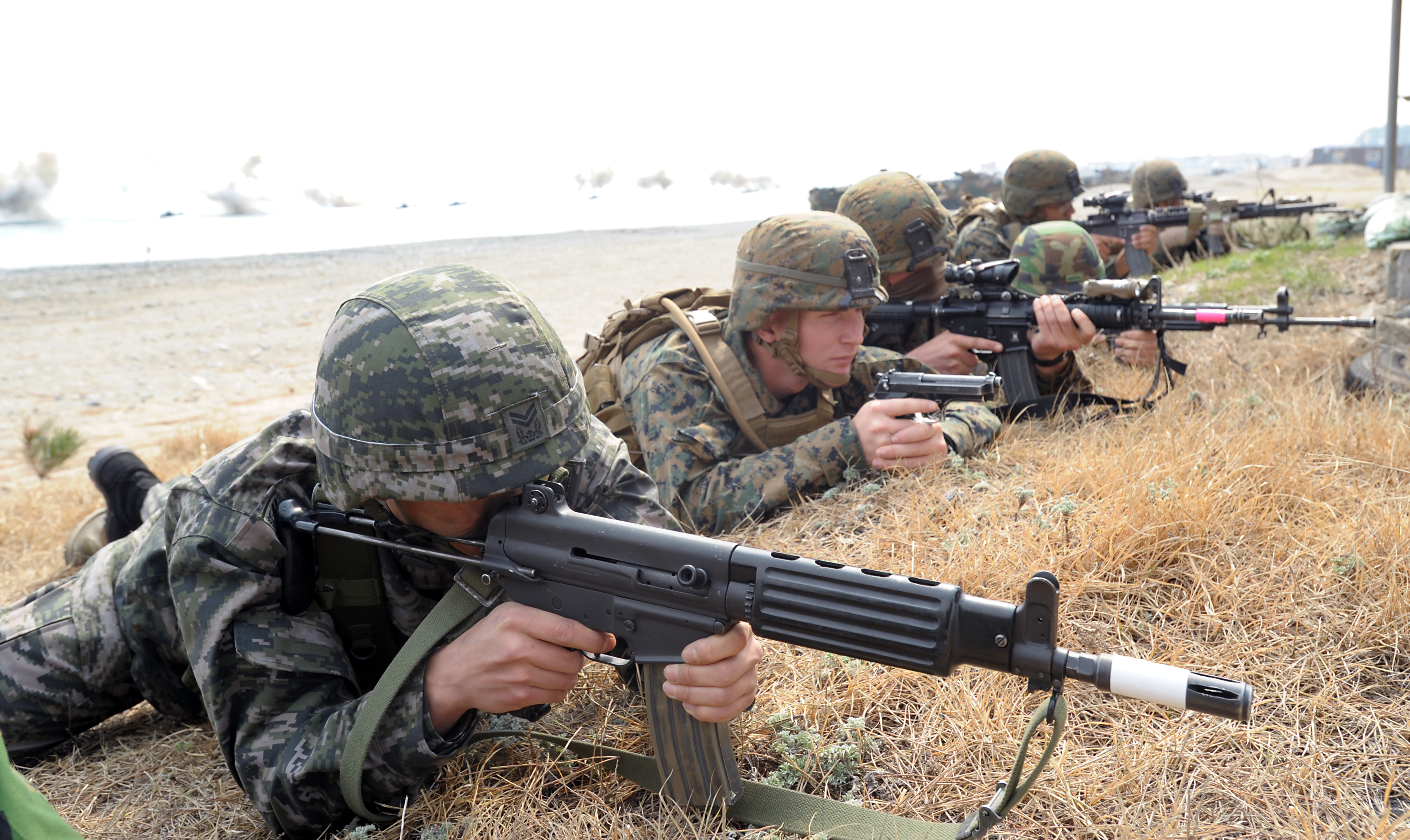
한미 합동 군사 연습
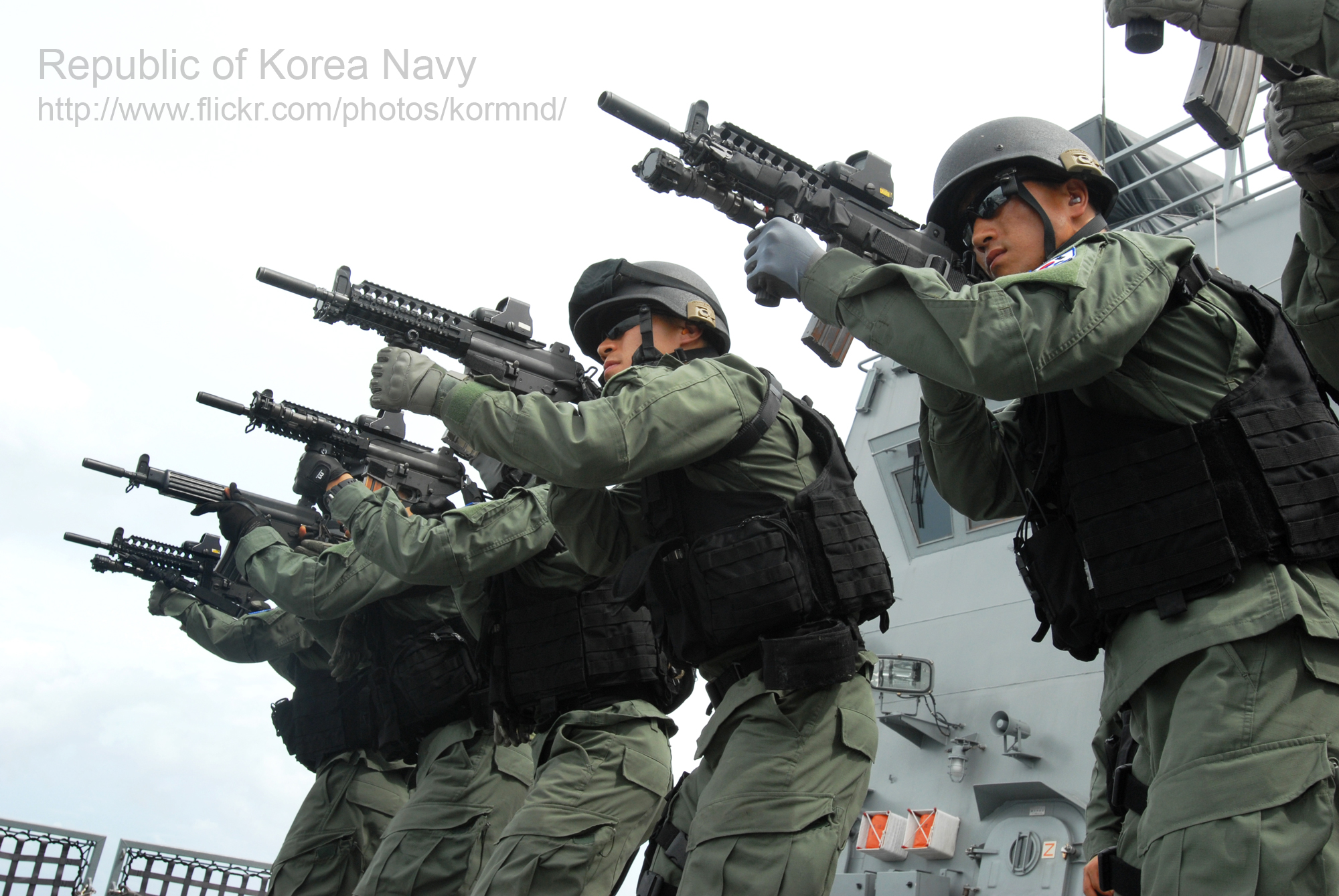
청해부대

## 대중 문화

### 영화 및 드라마
- 로보캅 2
  - 경찰이 드럼탄창을 장착한 K1A를 사용하는 장면이 있다.
- 엽기적인 그녀
  - 탈영병이 K1A를 가지고 있는 장면이 있다. 뒷 장면에선 탈영병의 총이 M4 카빈 프롭건으로 바뀌는데, 이는 영화에 등장한 K1A 소품이 에어건이어서 공포탄을 발사하지 못하기 때문이다.

### 게임
- 레인보우 식스 시즈의 제707특수임무대대 소속 방어 오퍼레이터 "비질" 화철경의 주무장 중 하나로 등장했다.

- 로블록스의 팬텀포스에서 등장했다.
- 로블록스의 프로젝트 라자로에 등장했다

## 같이 보기
- MP5
- M3 그리스건
- P90
- K7소음기관단총
- k2소총